# Nasredine Kraouche
Nasredine Kraouche (en arabe : نصر الدين كراوش) est un footballeur international algérien, né le 27 août 1979 à Thionville qui évoluait au poste de milieu défensif. 
Il compte 38 sélections (et 3 buts) en équipe nationale entre 1999 et 2005,.

## Carrière en équipe nationale
Nasredine Kraouche, qui en 1999, a refusé la sélection espoirs française, à l'époque dirigée par Raymond Domenech, pour rejoindre l'équipe d'Algérie. À l'époque, Raymond Domenech a tout fait avec la DTN française et le club de l'époque du joueur le FC Metz pour obliger ce dernier à faire marche arrière. En vain. Encouragé par ses proches, Nasredine Kraouche a définitivement choisi l'Algérie.
Il a ouvert la voie à la génération Antar Yahia, Madjid Bougherra, Karim Ziani… À l'époque (1999), le ministre Algérien de la Jeunesse et des Sports, Aziz Derouaz, n'a ménagé aucun effort pour encourager Nasredine Kraouche à rejoindre la sélection de son pays. Nouredine Youb, cadre au MJS et détaché auprès de la sélection Algérienne, a effectué plusieurs voyages en France pour rassurer les parents du joueur sur sa (bonne) prise en charge à chaque fois qu'il sera appelé à venir en Algérie.
De 1999 à 2004, Nasredine Kraouche a été un titulaire indiscutable en sélection. Ensuite, au gré des changements des sélectionneurs et de leurs choix, il a été petit à petit oublié. Il n'en demeure pas moins qu'il reste une référence dans ce domaine (choix de la sélection) au moment où d'autres joueurs qui étaient dans la même situation que lui en 1999 donnent la priorité au maillot bleu. 
Il a pris part à trois coupes d'Afrique des nations : 2000, 2002 et 2004.
Aujourd'hui, son neveu Reyan Mehdi Kraouche, évolue au FC Metz et en équipe d'Algérie avec les U17 pour suivre les traces de son oncle.

## Clubs
- 1998-2000 :  FC Metz
- 2000-2004 :  La Gantoise
- 2004-2006 :  Charleroi SC
- 2006-2007 :  TuS Coblence

## Palmarès

### En club
- FC Metz
  - Finaliste de la Coupe de la Ligue en 1999